# Bremer Wildernis

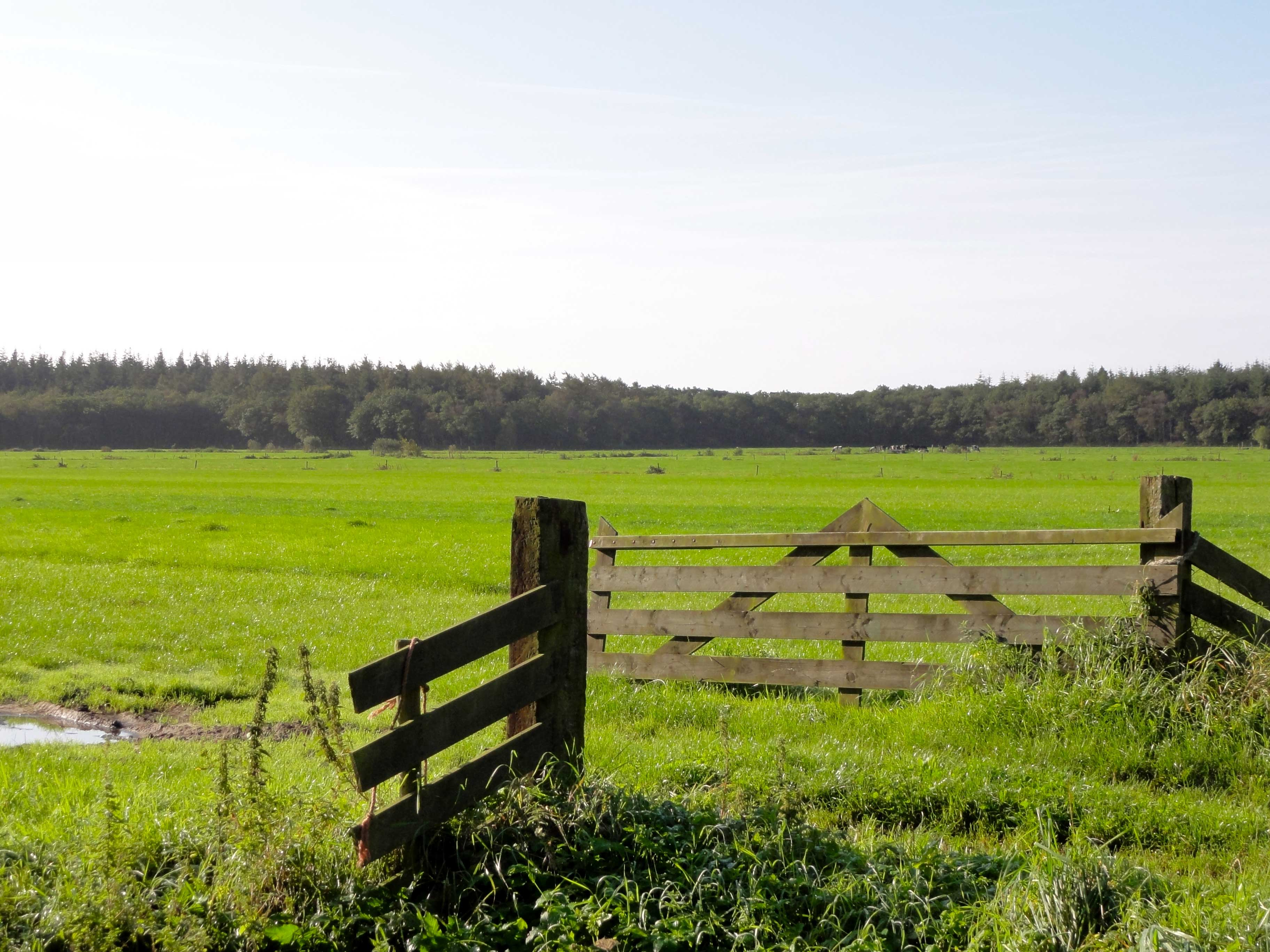
Blick auf die Bremer Wildnis vom Norden aus

Die Bremer Wildernis ist ein Naturschutzgebiet in der Gemeinde De Fryske Marren in der Provinz Friesland in den Niederlanden.
Das Gebiet ist ca. 47 Hektar groß und wurde ursprünglich als Wirtschaftswald angelegt. Das Naturschutzgebiet wird seit 1976 von niederländischen Staatsbosbeheer verwaltet. Den Namen verdankt das Gebiet dem Ginster (Brem), der früher die Gegend mit prägte.
Die Bremer Wildernis liegt nördlich von Nijemirdum und südlich von Balk im Gaasterland. Sie grenzt an die Naturschutzgebiete Lycklamabos und Starnumanbossen.